# Puente ferroviario de Gatehampton
El puente ferroviario de Gatehampton, (nombre original en inglés: Gatehampton Railway Bridge), también conocido como viaducto de Gatehampton, permite el cruce de la Línea Principal del Great Western sobre el río Támesis en Lower Basildon, Berkshire, Inglaterra. Está situado entre las estaciones de Goring & Streatley y de Pangbourne, y cruza el Támesis en el tramo comprendido entre la esclusa de Whitchurch y la de Goring.
El viaducto occidental es el más antiguo de los dos, ya que fue diseñado por Isambard Kingdom Brunel y se construyó al mismo tiempo que el puente de Maidenhead y que el puente de Moulsford. Fue construido entre 1838 y 1840, inaugurándose más tarde ese mismo año. Una segunda fase del trabajo para cuadruplicar las vías, realizada entre 1890 y 1893, involucró la construcción de un puente adicional adosado en el lado este al antiguo puente, que también fue remodelado.
El puente se ha convertido en un destacado elemento característico del paisaje ribereño local, de forma que el 19 de junio de 1984 quedó formalmente protegido como monumento catalogado.

## Historia

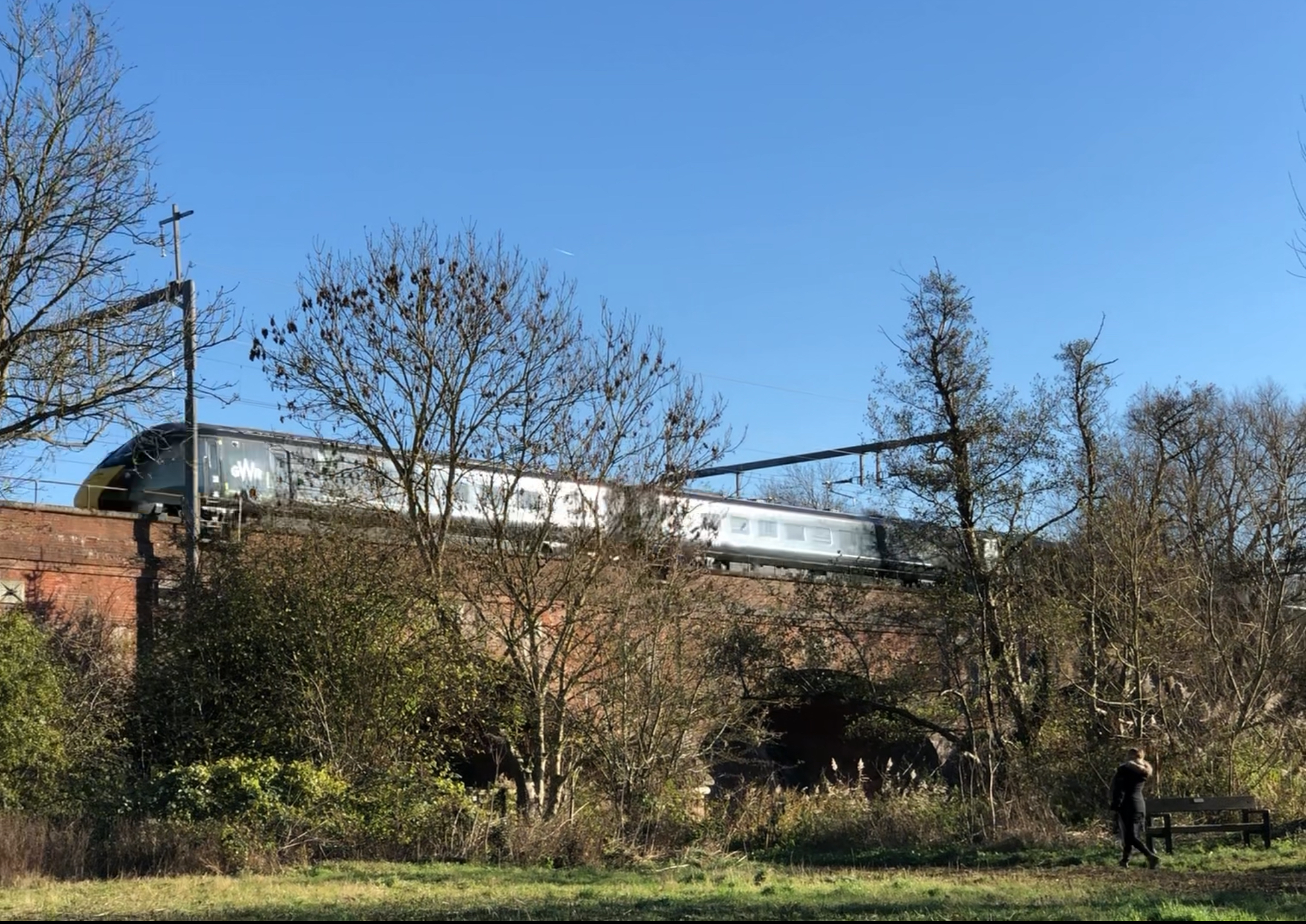
Un coche del GWR de la Clase 800 atravesando el viaducto

El puente ferroviario de Gatehampton son en realidad dos viaductos individuales que corren paralelos entre sí y comparten sus tajamares. El viaducto oeste o rápido fue el primero en construirse, formando parte de la ruta original del Great Western Railway (GWR) entre Londres y Bristol. La línea fue autorizada durante 1835 por una Ley del Parlamento, mientras que la construcción comenzó al año siguiente. Fue diseñado por el destacado ingeniero civil Isambard Kingdom Brunel, ingeniero jefe de la línea del GWR, con el fin de permitir el cruce de la línea principal sobre el río Támesis. La ruta elegida por Brunel, diseñada para ser lo más directa y nivelada posible, requería que el trazado cruzara el río Támesis dos veces en el estrecho desnivel de Goring, al oeste de Reading, lo que requería la construcción de dos puentes, uno en Gatehampton y otro en Moulsford.
En Gatehampton, Brunel optó por construir un puente de mampostería. Esta estructura se ajustaba en gran medida a los lenguajes arquitectónicos típicos de la época y presentaba detalles cuidados estéticamente. Su decisión de adoptar vías de gran ancho para la línea requería ensanchar el puente hasta 30 pies (9,1 m) para acomodar un par de vías. La construcción del viaducto se llevó a cabo entre 1838 y 1840. Como una forma de reducir la masa del puente y sus cimientos, con el fin de economizar materiales, tiempo y costo por igual, Brunel usó un sistema de paredes longitudinales internas y huecos para aligerar la superestructura situada sobre los arcos, reduciendo las fuerzas que actuaban a través de la estructura. Abierta al tráfico poco después, la línea se convirtió rápidamente en una ruta troncal concurrida.
En la década de 1870, estaba claro que se necesitaba más capacidad en la línea para satisfacer la demanda, especialmente hacia el final de la ruta cerca de Londres. La gerencia del GWR decidió ampliar la línea de dos a cuatro vías siempre que fuera razonable hacerlo. Este trabajo se llevó a cabo en dos etapas, entre Londres y Taplow en 1875–1884, y entre Taplow y Didcot en 1890–1893. Alrededor de esta misma época, las vías originales de vía ancha se eliminaron progresivamente y la línea se convirtió al ancho estándar. Para tender las dos vías adicionales, entre 1890 y 1893 se construyó el viaducto este o ampliado. Este trabajo de extensión fue diseñado con gran respeto por la estructura existente, presentando deliberadamente pocas variaciones con respecto al diseño de Brunel. El viaducto oeste también se rehabilitó parcialmente en este período.
El 19 de junio de 1984, Historic England reconoció el puente de Gatehampton como un elemento histórico, y lo designó monumento catalogado. El razonamiento para adoptar esta protección incluía su antigüedad, que se remonta a la fase pionera del GWR, la participación de Brunel y su interés material y de ingeniería, observando que el diseño de arco elíptico del puente era elegante y el ladrillo de alta calidad, con relativamente poca alteración de su diseño original desde la década de 1890.

## Diseño

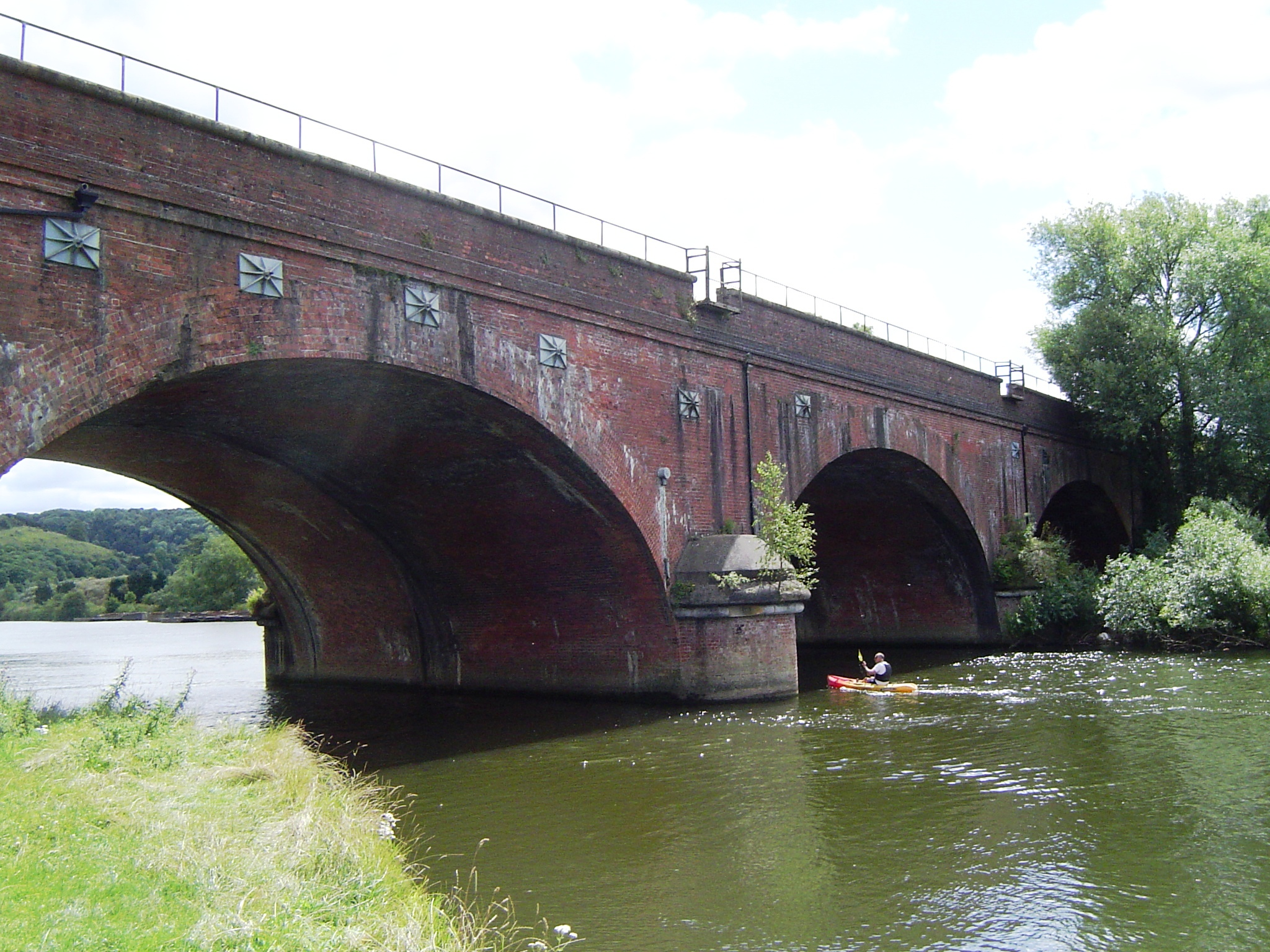
Puente de Gatehampton visto desde aguas arriba

Cada uno de los dos puentes consta de cuatro arcos bajos semielípticos, con una longitud combinada de 120 metros y un ancho de 18 metros. Los arcos se elevan desde el nivel del agua desde tajamares redondos de sillería y presentan gálibo cuadrado de 62 pies (19 metros). En relación con el río, el puente está notablemente esviado, utilizando escalones en cada orilla con estribos inclinados y ligeramente separados. El puente está compuesto principalmente de ladrillo rojo, colocado en enlace inglés con revestimientos de arenisca silícea de Bramley Fall. Cuenta con hiladas escalonadas horizontales decorativas, junto con varias placas metálicas con tensores metálicos de refuerzo para evitar la pérdida de verticalidad de los paramentos.
Se han realizado varios cambios de la estructura con el paso del tiempo. Las dovelas de arco, que originalmente eran de piedra, han sido sustituidas por elementos de ladrillo. Las reparaciones de la estructura han utilizado principalmente ladrillos rojos similares a los ladrillos originales. El puente oriental construido más tarde es muy similar a la estructura occidental, aunque una diferencia es la presencia de molduras en rollo de piedra alrededor de los anillos del arco, y tampoco hay refugios ni barandillas instaladas. En comparación, los parapetos del puente oeste tienen un revestimiento de piedra con bordes redondeados, alternados con refugios de acero abiertos sobre cada pilar, junto con barandillas de acero en la parte superior del parapeto.